# Barbara Liskov
Barbara Liskov (7 november 1939, geboren als Barbara Jane Huberman) is een Amerikaans informaticus. Ze heeft bijdragen geleverd over het ontwerpen en implementeren van besturingssystemen en programmeertalen evenals gedistribueerde en fouttolerante systemen. Andere gebieden zijn het gebruik van abstractie en modulariteit in software.
Ze is Institute Professor aan het Massachusetts Institute of Technology en Ford Professor of Engineering van het MIT Department of Electrical Engineering and Computer Science. Ze was de eerste vrouw die een Ph.D. ontving in de Verenigde Staten van een informatica-departement. Ze is de tweede vrouw aan wie de Turing Award is uitgereikt.

## Biografie
In 1961 behaalde Liskov de graad Bachelor of Arts in wiskunde aan de Universiteit van Californië - Berkeley. In 1965 behaalde ze de graad Master of Science aan de Stanford-universiteit en in 1968 verdedigde ze daar haar proefschrift over een computerprogramma om het eindspel in schaken te spelen. Ze werkt sinds 1972 bij het Massachusetts Institute of Technology. Ze staat hier tegenwoordig aan het hoofd van de Programming Methodology Group die onderzoek verricht naar fouttolerantie, zoals Byzantijns falen.
Liskov heeft bijgedragen aan allerlei projecten, waaronder het besturingssysteem Venus (bij Mitre Corporation), de objectgeoriënteerde programmeertaal CLU en Argus, een gedistribueerde programmeertaal.
In 1996 ontving ze de Achievement Award van de Society of Women Engineers. In 2004 ontving ze de John von Neumann Medal van het Institute of Electrical and Electronics Engineers (IEEE):
For fundamental contributions to programming languages, programming methodology, and distributed systems.— Institute of Electrical and Electronics Engineers
In 2008 ontving ze de Turing Award van de Association for Computing Machinery:
For contributions to practical and theoretical foundations of programming language and system design, especially related to data abstraction, fault tolerance, and distributed computing.— Association for Computing Machinery
Het substitutieprincipe van Liskov draagt haar naam.
Liskov is lid van de National Academy of Engineering en ze is fellow van de American Academy of Arts and Sciences.